# Live and Let Die (livro)
Live and Let Die é um romance de espionagem escrito pelo autor britânico Ian Fleming e o segundo livro da série James Bond. A história acompanha o agente secreto britânico James Bond enquanto persegue Mr. Big, um criminoso com ligações com redes criminosas dos Estados Unidos, o vodu e um ramo do serviço secreto soviético, todos ameaças ao Primeiro Mundo.
Fleming escreveu Live and Let Die no início de 1953 em sua propriedade Goldeneye na Jamaica antes mesmo de sua primeira obra, Casino Royale, ter sido publicada. Ele usou suas viagens pelos Estados Unidos e conhecimento sobre a Jamaica como inspirações para o enredo e ambientação. O romance lida com temas da contemporânea disputa de ocidente contra oriente da Guerra Fria, incluindo relações anglo-americanas, a posição do Reino Unido no mundo, relações raciais e a luta do bem contra o mal.
Live and Let Die foi publicado no Reino Unido em abril de 1954 pela editora Jonathan Cape e foi de forma geral bem recebido pela crítica. A tiragem inicial de 7,5 mil cópias esgotou rapidamente e uma segunda tiragem foi feita no mesmo ano, porém as vendas nos Estados Unidos foram bem mais lentas. O livro foi primeiro adaptado como uma tira de quadrinhos no jornal Daily Express entre 1958 e 1959 e depois como o oitavo filme da franquia cinematográfica de James Bond em 1973, o primeiro estrelado por Roger Moore. Elementos do enredo também foram incorporados nos filmes For Your Eyes Only de 1981 e Licence to Kill de 1989.

## Enredo
O agente secreto britânico James Bond é enviado para Nova Iorque nos Estados Unidos por seu superior, M, com o objetivo de investigar "Mr. Big", alcunha de Buonaparte Ignace Gallia. Este é um agente da SMERSH, a agência de contrainteligência da União Soviética, e um líder vodu suspeito de vender moedas de ouro do século XVII para financiar operações de espionagem soviéticas nos Estados Unidos. As moedas de ouro tem aparecido no bairro do Harlem em Nova Iorque e também na Flórida e acredita-se que são parte de um tesouro enterrado na Jamaica séculos atrás pelo pirata Henry Morgan.
Bond se encontra em Nova Iorque com Felix Leiter, sua contraparte da CIA. Os dois visitam alguns dos clubes de Mr. Big no Harlem, mas são capturados. Bond é interrogado por Mr. Big, que usa Solitaire, sua advinha, para determinar se Bond está dizendo a verdade. Solitaire mente, confirmando a história de fachada de Bond. Mr. Big decide soltá-lo junto com Leiter, mas faz com que um dos dedos de Bond seja quebrado. Bond mata vários dos capangas de Mr. Big ao ir embora, enquanto Leiter é liberado quase ileso.
Solitaire abandona Mr. Big e entra em contato com Bond, com os dois viajando para São Petersburgo, na Flórida, onde se encontram com Leiter. Solitaire é raptada pelos capangas de Mr. Big enquanto Bond e Leiter estão fora observando um armazém suspeito. Leiter depois volta para o armazém sozinho, mas é capturado e de alguma forma mutilado por tubarões, tendo perdido um braço e uma perna. Bond investiga o armazém por conta própria e descobre que Mr. Big está contrabandeando moedas de ouro ao escondê-las no fundo de tanques de peixe contendo espécies tropicais venenosas. Ele é atacado no armazém, mas consegue sobreviver e jogar seu oponente no tanque de tubarões.
Bond continua sua missão na Jamaica, onde conhece Quarrel, um pescador local, e John Strangways, o chefe da estação local do MI6. Quarrel treina Bond em mergulho autônomo. Bond nada por águas infestadas de tubarões e barracudas até a ilha de Mr. Big e consegue colocar uma mina limpet no casco do seu iate antes de ser capturado e reunido com Solitaire. Mr. Big amarra os dois em uma corda na popa de seu iate para arrastá-los sobre um recife de coral e depois para águas profundas para que sejam devorados por tubarões e barracudas. Entretanto, a mina explode antes de serem arrastados pelo recife, com Mr. Big morrendo devorado pelos peixes. Quarrel resgata Bond e Solitaire.

## Escrita

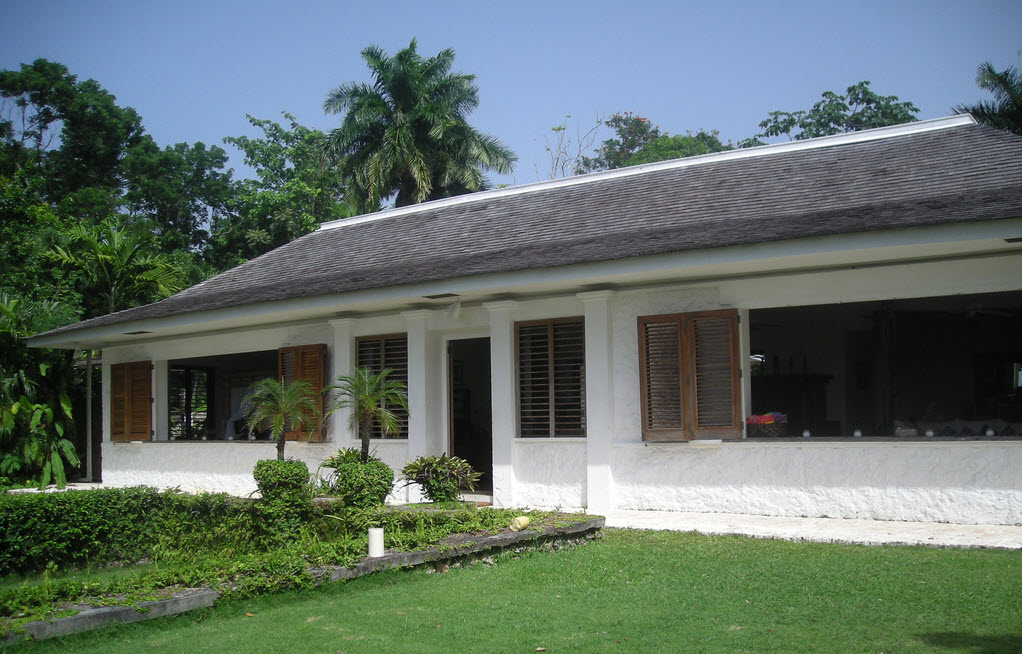
Goldeneye, onde Fleming escreveu todos os romances de James Bond

O autor britânico Ian Fleming escreveu Casino Royale, o primeiro livro da série James Bond, entre janeiro e março de 1952 em sua propriedade Goldeneye na Jamaica. Ele realizou as pesquisas para Live and Let Die e finalizou o livro em janeiro de 1953, quatro meses antes de Casino Royale ser publicado. Fleming e sua esposa Ann voaram para Nova Iorque e então pegaram o trem Silver Meteor para São Petersburgo, na Flórida, em seguida pegando um voo para a Jamaica. Desta forma seguiram o mesmo caminho de trem que Fleming e seu amigo Ivar Bryce tinham feito em julho de 1943, quando visitaram a Jamaica pela primeira vez.
Fleming começou a trabalhar no segundo livro de Bond assim que chegou em Goldeneye. Ele escreveu em maio de 1963 um artigo para a revista Books and Bookmen em que descrevia seu processo de escrita: "Eu escrevo por cerca de três horas pela manhã ... e faço outra hora de trabalho entre seis e sete da noite. Nunca corrijo nada ou volto atrás para ver o que escrevi ... Pela minha fórmula, você escreve duas 2 000 palavras por dia". Fleming, assim como havia feito com Casino Royale, mostrou o manuscrito para seu amigo William Plomer, que lhe disse que "o novo livro manteve este leitor como uma mina limpet & o desfecho foi devastador". Fleming foi outra vez para aos Estados Unidos em maio de 1953 e usou os cinco dias em que viajou no transatlântico RMS Queen Elizabeth para corrigir uma impressão teste do romance.
Fleming queria que Live and Let Die tivesse um tom mais sério e inicialmente considerou fazer da história uma meditação sobre a natureza do mal. O título original The Undertaker's Wind reflete isto; o vento do coveiro, que seria uma metáfora para a história, descreve um dos ventos da Jamaica que "sopra todo o ar ruim para fora da ilha".
O crítico literário Daniel Ferreras Savoye considera que os títulos das obras de Fleming tem uma importância individual e coletiva. Segundo ele, Live and Let Die "transforma uma expressão de sabedoria coletiva, neste caso fraterna e positiva, no exato oposto, sugerindo uma visão epistemológico materialista, individualista e lúcida". Isto se adequa à narrativa em que Bond traz a ordem, sem a qual "o mundo rapidamente se transformaria na realidade distópica e bárbara temida por Hobbes e celebrada por de Sade".
Fleming deu poucas informações sobre datas dentro de suas obras, mas dois escritores identificaram linhas do tempo diferentes a partir de eventos e situações relatados dentro da série James Bond como um todo. John Griswold e Henry Chancellor, ambos os quais escreveram livros à pedido da Ian Fleming Publications, colocam os eventos de Live and Let Die em 1952, com Griswold sendo ainda mais específico, afirmando que a história se passa entre janeiro e fevereiro daquele ano.

## Desenvolvimento

### Inspirações

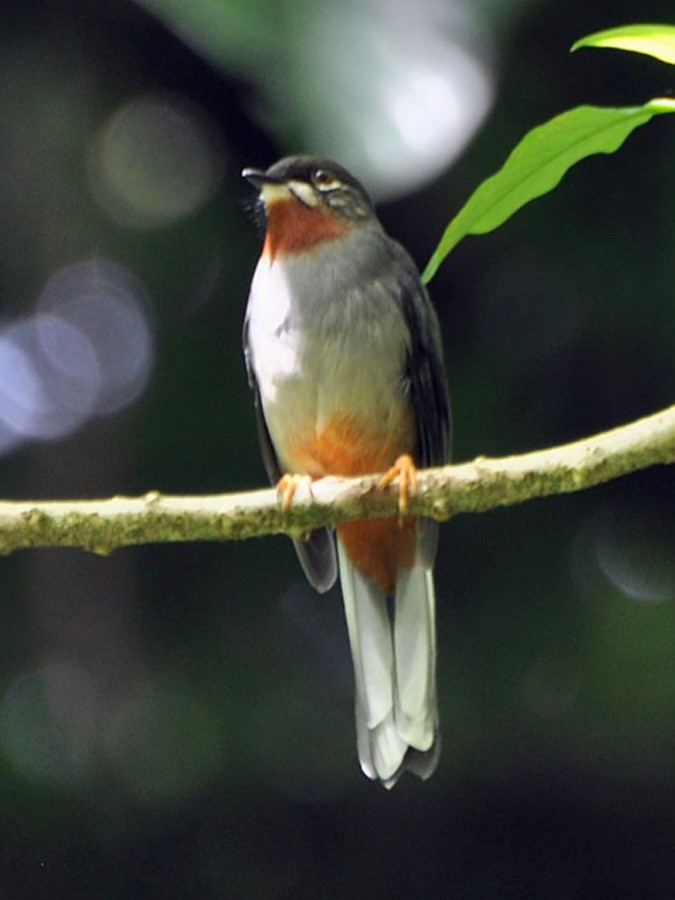
O solitário de garganta ruiva, pássaro que inspirou o nome de Solitaire

Boa parte do romance foi inspirado nas experiências pessoais de Fleming. O começo do livro, em que Bond chega em Nova Iorque pelo Aeroporto de Idlewild, foi inspirado nas viagens feitas pelo próprio Fleming em 1941 e 1953, enquanto o armazém em que Felix Leiter é atacado por tubarões foi baseado em um edifício similar que Fleming e sua esposa visitaram em São Petersburgo durante a viagem de 1953. Ele também usou suas experiências em duas viagens a bordo do trem Silver Meteor como pano de fundo para a rota tomada por Bond e Solitaire.
Fleming usou o nome de alguns de seus amigos, incluindo Ivar Bryce para o nome falso de Bond e Tommy Leiter para Felix Leiter; o nome do meio de Bryce, Felix, foi usado para o primeiro nome de Leiter. Além disso, John Fox-Strangways foi usado para o nome do chefe regional do MI6 na Jamaica. Fleming também pegou o nome do solitário de garganta ruiva, um pássaro jamaicano, para nomear a personagem de Solitaire.
As experiências do autor em mergulho autônomo junto com o oceanógrafo Jacques Cousteau em 1953 proporcionaram boa parte da descrição do nado de Bond até o iate de Mr. Big. A ideia de usar uma mina limpet possivelmente foi baseada nas atividades da 10ª Flotilha de Veículos de Assalto, uma unidade de homens-rã italiana, durante a Segunda Guerra Mundial. Fleming também usou e citou frequentemente informações sobre vodu vindas do livro The Traveller's Tree de 1950, de seu amigo Patrick Leigh Fermor, que foi parcialmente escrito em Goldeneye.
Fleming tinha um interesse de longa data em piratas, que se originou dos romances que leu quando crianças e de filmes como Captain Blood de 1935 com Errol Flynn. Fleming visitou Port Royal no sul da Jamaica, local que foi o porto de sir Henry Morgan, o que estimulou ainda mais seu interesse. Ele se apropriou dos detalhes da Ilha Cabritta na Baía de Porto Maria, local associado a Morgan, para a ilha de Mr. Big.

### Personagens
Fleming construiu Bond em Live and Let Die para ser mais humano do que em Casino Royale. Segundo Raymond Benson, que escreveu várias histórias de Bond entre 1997 e 2002, o personagem é "um homem mais caloroso e mais simpático desde o primeiro capítulo". Savoye enxerga a revelação de um lado vulnerável de Bond, identificando as lágrimas do personagem no final como evidência. Similarmente, Leiter é desenvolvido no decorrer do romance e também emerge como um personagem mais completo e humano, com sua amizade com Bond sendo evidente. Leiter ainda é subordinado a Bond apesar desse desenvolvimento. Seu papel em Casino Royale era proporcionar suporte técnico e dinheiro para Bond, enquanto em Live and Let Die  ele é secundário a Bond, com a única vez em que toma iniciativa acaba perdendo um braço e uma perna, já Bond sai vitorioso de sua própria batalha contra o mesmo oponente. Fleming inicialmente iria matar Leiter, mas seu agente literário estadunidense protestou e o personagem foi salvo.

"Fleming não usou inimigos de classe para seus vilões, usando em vez disso distorções físicas ou identidade étnica ... Ademais, no Reino Unido vilões estrangeiros usavam servos e empregados estrangeiros ... Este racismo refletiu não apenas em um destacado tema de escrita de aventura entre guerras, como os romances de Buchan, mas também na cultura literária ampla."

– Jeremy Black
Quarrel era o conceito ideal de Fleming para uma pessoa preta, com o personagem sendo baseado na sua afeição genuína pelos jamaicanos, quem ele via como "cheios de boa vontade, alegria e bom humor". A relação entre Bond e Quarrel foi baseada na presunção mútua da superioridade do primeiro. Fleming descreveu o relacionamento como "aquele do latifundiário escocês com seu principal caçador; autoridade não era dita e não havia espaço para servilismo".
Mr. Big  era fisicamente anormal, como muito dos adversários posteriores de Bond. Foi descrito como intelectualmente brilhante, com uma "grande bola de futebol como cabeça, o dobro do tamanho normal e bem redonda" e uma pele que era "cinza-preta, tensa e brilhante como o rosto de um cadáver uma semana em um rio". Para Benson, "Mr. Big é apenas um vilão adequado" com pouca profundidade. Segundo o analista LeRoy L. Panek, Live and Let Die, deixou para trás o vilão "cavalheiro vigarista" de obras de espionagem anteriores, com as habilidades intelectuais e organizacionais de Mr. Big sendo enfatizadas em vez de seu comportamento. Panek identificou que os capangas de Mr. Big são "meramente pistoleiros incompetentes" quem Bond pode eliminar com relativa facilidade.

## Estilo
Benson analisou o estilo de escrita de Fleming e identificou aquilo que descreveu como a  "Varredura Fleming": um elemento estilístico em que o autor usa "ganchos" no final dos capítulos com o objetivo de aumentar a tensão e empurrar o leitor para o próximo. Benson afirmou que a "Varredura Fleming nunca alcança um ritmo e fluxo mais envolvente" do que em Live and Let Die. Por outro lado, o autor Kingsley Amis, que depois escreveu um romance de Bond, discordou e achou que a história "possui menos varredura narrativa do que a maioria". Matthew Parker, um dos biógrafo de Fleming, considerou que Live and Let Die é possivelmente a melhor obra do autor, pois possui um enredo bem fechado e um bom ritmo do começo ao fim, comentando também que o livro "estabelece a fórmula vencedora" para as obras que se seguiram.
Savoye comparou as estruturas de Casino Royale e Live and Let Die e achou que os dois possuem narrativas abertas que permitiram que Fleming continuasse com mais livros na série. Savoye encontrou diferenças nas estruturas dos finais, considerando que a promessa de futuros encontros sexuais de Bond e Solitaire em Live and Let Die sendo muito mais crível do que a promessa feita por Bond ao final de Casino Royale de enfrentar e derrotar uma organização criminal superpoderosa.
Segundo o semiólogo e ensaísta Umberto Eco, Fleming usa elementos que são "gótico puro" dentro do romance. Isto inclui a descrição da morte de Mr. Big por um ataque de tubarões, em que Bond observa enquanto "Metade do braço esquerdo do Homem Grande saiu da água. Não tinha mão, nem pulso, nem relógio de pulso". Eco considerou que esta descrição é "não apenas um exemplo do sarcasmo macabro; é uma ênfase no essencial pelo não essencial, típico da école du regard". Benson considerou que as experiências jornalísticas de Fleming, bem como seu apuro para detalhes, ajudaram na verossimilhança presente no romance.

## Temas
Live and Let Die, assim como os outros romances de Bond, reflete as mudanças de papel de Reino Unido e Estados Unidos no decorrer da década de 1950 e a ameaça aparente da União Soviética para ambos os países. Diferentemente de Casino Royale, em que as políticas da Guerra Fria giram em torno das tensões anglo-soviéticas, Bond em Live and Let Die chega no Harlem com o objetivo de proteger os Estados Unidos de agente soviéticos trabalhando por meio do movimento Black Power. No romance, o objetivo da União Soviética era os Estados Unidos e Bond comenta "que Nova Iorque deve ser o alvo atômico mais gordo em toda a superfície do mundo".
O livro também deu a Fleming a chance de delinear suas visões no que enxergava ser uma colonização estadunidense cada vez maior da Jamaica, assunto que também preocupava seu vizinho Noël Coward. Enquanto Mr. Big era incomum em apropriar uma ilha inteira, Fleming considerava o número cada vez maior de turistas como uma ameaça à Jamaica. Ele escreveu que Bond estava "feliz de estar a caminho dos suaves flancos verdes da Jamaica e deixar para trás do grande continente de Eldollorado".
Fleming também apresentou suas opiniões sobre raça por meio de seus personagens. Segundo o historiador cultural Jeremy Black, "M e Bond ... oferecessem suas opiniões sobre a etnia do crime, opiniões que refletem ignorância, os preconceitos raciais inerentes da clubelândia de Londres". Black também destacou que "a frequência de suas referências e sua disposição a oferecer estereótipos raciais [era] típica de muitos escritores de sua época". A escritora Louise Welsh comentou que "Live and Let Die explora a paranoia que alguns setores da sociedade branca estavam sentindo" enquanto os movimentos de direitos civis desafiavam o preconceito e a inequalidade. Essa insegurança se manifestava nas opiniões compartilhadas por Fleming com a indústria da inteligência, de que a Associação Nacional para o Progresso de Pessoas de Cor era uma fachada comunista. A ameaça comunista foi levada para a Jamaica em 1952 com a prisão do político jamaicano Alexander Bustamante por autoridades estadunidenses durante uma viagem oficial a Porto Rico, mesmo ele sendo um anticomunista declarado. Partidos políticos jamaicanos também expulsaram membros naquele ano por serem comunistas.
Amizade é outro tema proeminente, em que a importância de amigos e aliados homens é demonstrada pelos relacionamentos de Bond com Leiter e Quarrel. Os perfis mais completos claramente mostram a forte relação entre Bond e Leiter, com isto dando um motivo mais forte para Bond caçar Mr. Big em vingança pelo ataque contra Leiter.
Live and Let Die continua o tema examinado por Fleming em Casino Royale do mal ou "a banalidade do mal", este como descreve Andrew Lycett, biógrafo de Fleming. O autor usou Mr. Big como um veículo para expressar opiniões sobre o mal, particularmente quando diz a Bond que "Senhor Bond, sofro de tédio. Sou vítima do que os primeiros cristãos chamavam de 'acédia', a letargia mortal que envolve aqueles que estão saciados". Isto permitiu que Fleming construísse o personagem de Bond como um contraponto à acédia, em que o autor enxergou como uma disputa maniqueista entre bem e mal". Benson considera que o mal é o tema principal do livro e destaca uma conversa que Bond tem com René Mathis do Deuxième Bureau em Casino Royale, em que este prevê que Bond irá procurar e matar todos os homens maus do mundo.

## Recepção

### Publicação
"É um suspense descarado e seu único mérito é que não faz nenhuma exigência à mente do leitor."

– Fleming para sir Winston Churchill
Live and Let Die foi publicado no Reino Unido em 5 de abril de 1954 pela editora Jonathan Cape em uma edição de capa dura. Assim como em Casino Royale, a arte de capa foi desenhada pelo próprio Fleming, novamente tendo o título em grande proeminência. A tiragem inicial de 7,5 mil cópias vendeu rapidamente, bem como uma segunda tiragem de duas mil unidades. Mais de nove mil cópias já tinham sido vendidas no Reino Unido até o final do ano. Live and Let Die foi banido na Irlanda pelo Conselho de Censura de Publicações em maio de 1954. Uma edição em brochura foi publicada pela Pan Books em outubro de 1957 e vendeu cinquenta mil cópias no seu primeiro ano.
Foi publicado nos Estados Unidos em janeiro de 1955 pela Macmillan Publishing. Houve uma única grande alteração, em que o título do quinto capítulo foi alterado de "Paraíso dos Pretos" para "Sétima Avenida". As vendas nos Estados Unidos foram ruins, com apenas cinco mil cópias vendidas no primeiro ano. No Brasil, foi publicado pela primeira vez pela Editora Civilização Brasileira em 1965 com o título Os Outros Que Se Danem, enquanto em 1999 foi republicado pela Editora L&PM como Viva e Deixe Morrer.

### Crítica
Philip Day do The Sunday Times exclamou "Como o Sr Fleming escreve tremendamente bem". O The Times achou  que "este é um caso engenhoso, repleto de conhecimento recôndito e horríveis subidas e descidas, de excitações ligeiramente sádicas também, porém sem o desenho arrojado e simples de seu predecessor". Elizabeth Sturch do The Times Literary Supplement observou que Fleming era "sem dúvida o recruta mais interessante entre os escritores de suspense", com Live and Let Die "cumprindo completamente a promessa de ... Casino Royale". Entretanto, Sturch também achou que "Sr Fleming frequentemente trabalha à beira da leviandade, em vez de no espírito de um intelectual", mas no geral achou que o romance "contém passagens que em termos de pura emoção não foram superados por nenhum escritor moderno deste tipo". O The Daily Telegraph achou que "o livro é continuamente emocionante, seja nos levando para o coração do Harlem ou descrevendo um mergulho subaquático em águas infestadas de tubarões; e é mais divertido porque o próprio Sr Fleming não leva tão a sério". George Malcolm Thompson do Evening Standard achou que Live and Let Die era "tenso, frio, sofisticado".
Anthony Boucher do The New York Times, um crítico que o biógrafo John Pearson descreveu como "um ávido homem completamente anti-Bond e anti-Fleming", achou que os "pontos altos são todos descritos de forma eficaz ... mas a narrativa é frouxa e espasmódica". Boucher concluiu que o livro era "um melodrama escabroso". O escritor Raymond Chandler visitou o poeta Stephen Spender em Londres em junho de 1955 e foi apresentado a Fleming, que depois lhe enviou uma cópia de Live and Let Die. Chandler em resposta escreveu que Fleming era "provavelmente o escritor mais contundente e motivador do que suponho que ainda deva ser chamado de suspenses na Inglaterra".

## Adaptações

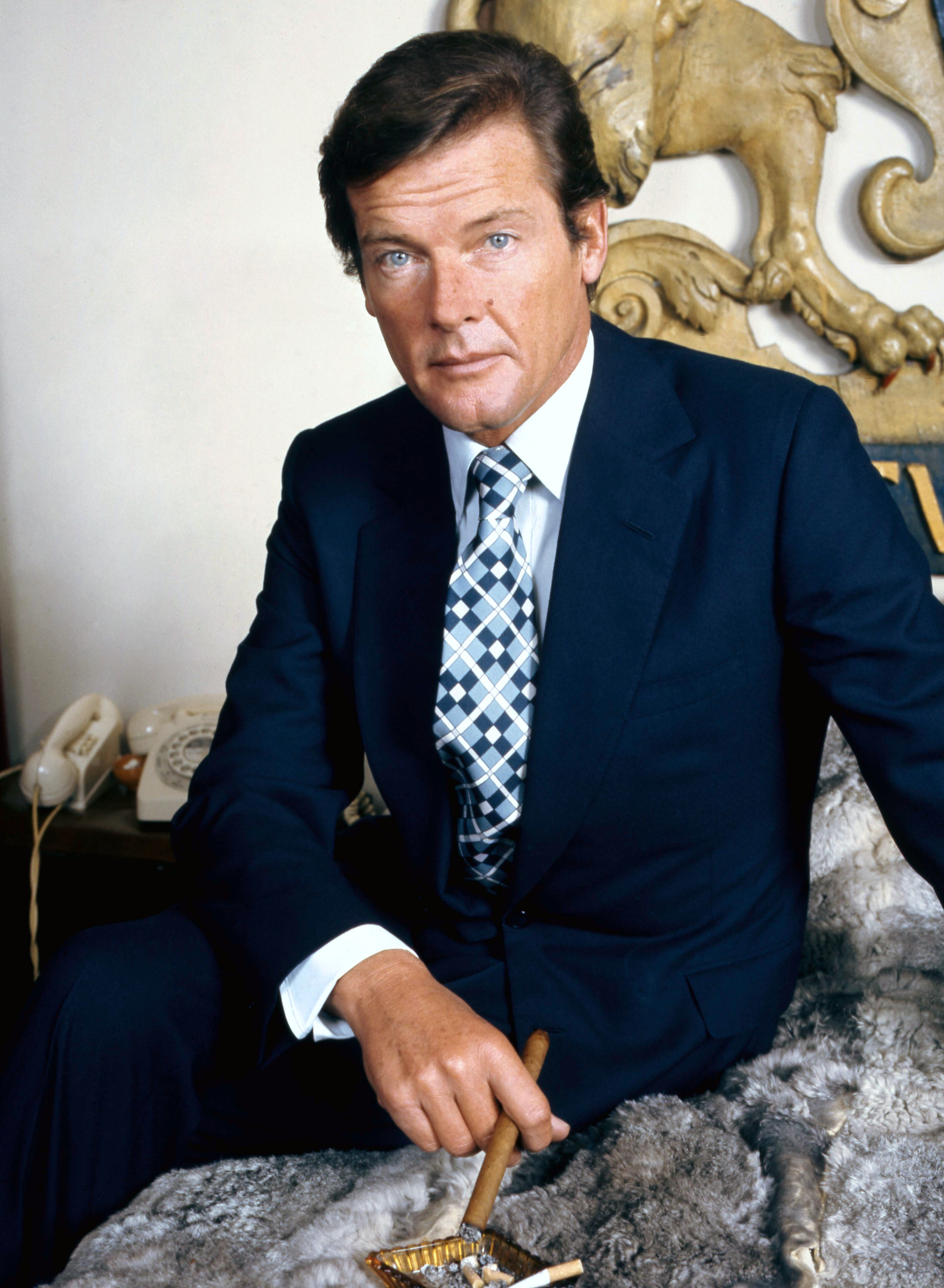
O ator Roger Moore, que estrelou o filme de 1973

Live and Let Die foi primeiro adaptado como uma tira de quadrinhos no jornal The Daily Express e depois revendida mundialmente. Foi publicada de 15 de dezembro de 1958 a 28 de março de 1959. Foi escrita por Henry Gammidge e ilustrada por John McLusky, cujos desenhos de Bond tinham uma semelhança com o ator Sean Connery, quem primeiro interpretou Bond no cinema três anos depois.
O produtor cinematográfico Alexander Korda, antes do livro ser publicado, leu uma cópia prévia e achou que era a história mais emocionante que já tinha lido em anos, mas não sabia se era adequada para o cinema. Mesmo assim, ele queria mostrar a história para os diretores David Lean e Carol Reed em busca de opiniões, porém nada se deu do seu interesse. Em 1955, depois da adaptação televisiva de Casino Royale, a Warner Bros. expressou interesse em produzir uma adaptação de Live and Let Die, oferecendo a Fleming quinhentos dólares pela possibilidade de adaptação e mais cinco mil dólares caso o filme fosse feito. Entretanto, Fleming achou os termos insuficientes e recusou.
Live and Let Die, uma adaptação vagamente baseada no romance, foi lançada em 27 de junho de 1973. Foi o primeiro filme de Bond estrelado por Roger Moore e aproveitou o ciclo de filmes de blaxploitation produzidos na época. Foi dirigido por Guy Hamilton e produzido por Albert R. Broccoli e Harry Saltzman, sendo o oitavo filme da franquia cinematográfica de James Bond. Algumas cenas do romance foram adaptadas em filmes posteriores: Bond e Solitaire sendo arrastados atrás do iate de Mr. Big foi usado em For Your Eyes Only de 1981, enquanto Leiter sendo devorado por tubarões apareceu em Licence to Kill de 1989, que também adapta a sequência do tiroteio no armazém.

### Citações
1. 1 2 3 4  Fleming 2006.
2. ↑   «Ian Fleming». Ian Fleming Publications. Consultado em 1 de setembro de 2024
3. ↑  Chancellor 2005, p. 4.
4. ↑  Lycett 1996, p. 244.
5. ↑  Black 2005, p. 10.
6. ↑  Benson 1988, p. 6.
7. ↑  Parker 2014, p. 1.
8. ↑  Benson 1988, p. 4.
9. ↑  Faulks 2009, p. 320.
10. ↑  Lycett 1996, p. 245.
11. ↑  Simpson 2002, p. 36.
12. ↑  Lycett 1996, p. 236.
13. ↑  Savoye 2013, p. 152.
14. ↑  Griswold 2006, p. 13.
15. ↑  Chancellor 2005, pp. 98–99.
16. 1 2  Black 2005, p. 11.
17. ↑  Parker 2014, p. 150.
18. ↑  Black 2005, p. 14.
19. ↑  Macintyre 2008, p. 93.
20. ↑  Lycett 1996, p. 222.
21. ↑  Lycett 1996, p. 81.
22. ↑  Macintyre 2008, p. 160.
23. 1 2 3 4 5  Chancellor 2005, p. 43.
24. ↑  Macintyre 2008, p. 104.
25. 1 2 3 4  Lycett 1996, p. 238.
26. ↑  Parker 2014, pp. 115–117.
27. 1 2 3  Benson 1988, p. 96.
28. ↑  Savoye 2013, p. 49.
29. ↑  Benson 1988, pp. 96–97.
30. ↑  Bennett & Woollacott 1987, p. 100.
31. ↑  Parker 2014, p. 165.
32. ↑  Black 2005, p. 19.
33. ↑  Parker 2014, p. 161.
34. ↑  Chapman 2007, p. 27.
35. ↑  Parker 2014, p. 163.
36. ↑  Fleming 2006, p. 206.
37. ↑  Eco 2009, p. 38.
38. 1 2  Benson 1988, p. 97.
39. ↑  Fleming 2006, p. 71.
40. ↑  Panek 1981, p. 213.
41. ↑  Panek 1981, pp. 205–206.
42. ↑  Benson 1988, p. 85.
43. ↑  Benson 1988, p. 95.
44. ↑  Amis 1966, pp. 154–155.
45. ↑  Parker 2014, p. 153.
46. ↑  Savoye 2013, p. 104.
47. 1 2  Eco 2009, p. 49.
48. ↑  Fleming 2006, p. 273.
49. ↑  Hewitt 1992, pp. 102, 220.
50. ↑  Benson 1988, pp. 95–96.
51. ↑   Black, Jeremy (24 de janeiro de 2006). «What We Can Learn from James Bond». Universidade George Mason. Consultado em 11 de setembro de 2024
52. ↑   Black, Jeremy (2002–2003). «'Oh, James' – 007 as International Man of History». National Interest (70): 106–112. JSTOR 42897447
53. ↑  Parker 2014, pp. 99–100.
54. ↑  Black 2005, p. 12.
55. ↑  Fleming 2006, p. v.
56. ↑  Lycett 1996, p. 237.
57. ↑  Parker 2014, pp. 148–149.
58. ↑  Fleming 2006, pp. 84–85.
59. 1 2  Lycett 1996, p. 255.
60. ↑  Benson 1988, p. 8.
61. ↑  Upton 1987, p. 6.
62. ↑  Bennett & Woollacott 1987, p. 23.
63. 1 2   Kelly, James (2004). «The Operation of the Censorship of Publications Board: The Notebooks of C. J. O'Reilly, 1951–55». Analecta Hibernica (38): 320. ISSN 0791-6167
64. ↑  Lindner 2009, p. 17.
65. ↑  Benson 1988, p. 11.
66. ↑  Parker 2014, p. 157.
67. ↑   «A Statement on the Changes to the New Editions of Ian Fleming's Bond Stories». Ian Fleming Publications. 27 de fevereiro de 2023. Consultado em 12 de setembro de 2024
68. ↑  Lycett 1996, p. 268.
69. ↑   «Live And Let Die». James Bond Brasil. Consultado em 12 de setembro de 2024
70. ↑   «Professional People». The Times. Londres. 7 de abril de 1954. p. 10
71. ↑   Sturch, Elizabeth (30 de abril de 1954). «Progress and Decay». The Times Literary Supplement. Londres. p. 277
72. ↑   «Live and Let Die». The Daily Telegraph. 21 de agosto de 1959. p. 9
73. ↑  Pearson 1967, p. 99.
74. ↑   Boucher, Anthony (10 de abril de 1955). «Criminals at Large». The New York Times. Nova Iorque. p. BR17
75. ↑  Lycett 1996, p. 270.
76. ↑  Pfeiffer & Worrall 1998, p. 70.
77. ↑  Fleming, Gammidge & McLusky 1988, p. 6.
78. ↑   «The James Bond Films - 2006 onwards». BBC. 15 de janeiro de 2007. Consultado em 12 de setembro de 2024. Arquivado do original em 15 de julho de 2023
79. ↑  Lycett 1996, p. 250.
80. ↑  Chapman 2007, pp. 40–41.
81. ↑  Lycett 1996, p. 265.
82. ↑  Chapman 2007, p. 136.
83. ↑   Thomas, Rebecca (19 de novembro de 1999). «The many faces of Bond». BBC. Consultado em 12 de setembro de 2024
84. ↑  Barnes & Hearn 2001, p. 135.
85. ↑  Barnes & Hearn 2001, p. 176.
86. ↑  Chapman 2007, p. 206.